# Małdyty
Małdyty (Maldeuten fino al 1945) un comune rurale polacco del distretto di Ostróda, nel voivodato della Varmia-Masuria.
Ricopre una superficie di 188,94 km² e nel 2004 contava 6 320 abitanti.